# Erik Ulrik Nordforss
Erik Ulrik Nordforss, född i Malingsbo den 31 juli 1771, död den 8 maj 1806, var en svensk militär och skriftställare, bror till Carl Gustaf Nordforss.
Liksom brodern undervisades Erik Ulrik Nordforss av fadern i hemmet och hade för avsikt att bli präst, men ändrade beslut samt anställdes 1789 som kornett vid Livkosackerna, en då nyss upprättad paradkår på hundra man. Samtidigt kommenderad som adjutant hos general Armfelt, deltog han i ryska kriget och placerades, sedan den dyrbara kosackkåren efter krigets slut blivit upplöst, 1790 som löjtnant på Göta garde. 
Här befordrades han vidare 1795 till kapten men började vid samma tid skriva om politik och ådrog sig därigenom regeringens ovilja. Så hade han åtskilliga, för vederbörande obehagliga saker att anföra i ströskrifterna Ett klart begrepp om lag och rätt (1792), Är begäret till välde naturligt hos människan? (1794) samt Omdöme öfver k. förordningen om yppighet (samma år).
År 1797 började han ge ut tidningen Telegrafen, som mottogs med mycket bifall och lästes med nöje, men denna indrogs 1798. Som ersättning åt prenumeranterna utkom 1798–1799 de blandade samlingarna Arnion, Bukoleon och Giganteon. Hans 1800 utgivna Samlade skrifter rönte ogillande kritik i G.A. Silfverstolpes Journal för svensk litteratur.
Nordforss ställning hade emellertid genom hans skriftställeri så försvårats, att han ansåg sig inte böra längre tjäna kvar som militär. Han begärde därför och erhöll utan svårighet sitt avsked 1800 och ägnade sig därefter uteslutande åt författarskap. Sistnämnda år offentliggjorde han skriften Finnes här en nationalcharakter i Sverige?.
År 1802 kom A-B-C-D i omvänd ordning eller Lexikon för dagen, som genast beslagtogs av censuren och högtidligen brändes. Han översatte sedan en del stycken för teatern och utgav 1805 Nytt svenskt och fransyskt handlexikon, vid vars utarbetande dock även andra personer varit verksamma. Nordforss avled i Stockholm trettiofem år gammal.

## Skrifter
- Et klart begrepp om lag och rätt, och den sanna grunden til allmänt väl (1792)
- Strödda anmärkningar i krigsvettenskapen (1793)
- Är begäret til välde naturligt hos människjan?: utkast til en afhandling (1794)
- Fritt och offentligt omdöme öfver den nyss gifna kongl. förordningen emot yppighet (1794)
- Arnion: lecture för olärde (1798)
- Giganteon: namnkunnige män och märkvärdiga händelser af vårt tidehvarf (1799)
- Bukoléon: blandad läsning för olärde (1799)
- Samlade skrifter (1800)
- A B C D i omvänd ordning: försök till ett lexikon för dagen (1802)
- Nytt swenskt och fransyskt hand-lexikon (af Erik Nordforss, jemte flere språkkännare, Stockholm, 1805)

## Översättningar
- Adam Heinrich Dietrich von Bülow: Det nyare krigs-systèmets esprit, härledd ifrån grundsattsen om en basis för krigs-operationer af en f.d. preussisk officer (Stockholm, 1801)
- Christian Ludwig Lenz: Resa genom Tyskland, Danmark, och Swerge (Bemerkungen auf Reisen in Dänemark, Schweden und Frankreich) ("Öfwersatt från tyskan af Gabr. Torgstedt", Stockholm, 1803) ["Torgstedt är ej den verklige översättaren, det var E.U. Nordforss", anm. i Libris]
- August Wilhelm Schlegel: Betraktelser öfwer danska regeringens politik (Stockholm, 1813)